# Inter-Services Intelligence
Pour les articles homonymes, voir ISI.
La Direction pour le renseignement inter-services ou Inter-Services Intelligence (ISI) est la plus puissante des trois branches des services de renseignements du Pakistan, principalement orientée vers les opérations extérieures. Dirigée par un général, elle est officiellement dépendante des forces armées du Pakistan. Elle est fondée en 1948, peu après l’Intelligence Bureau.
L'ISI joue un rôle politique très important au Pakistan, au point d'être qualifiée de véritable « État dans l'État. » Ses relations ambiguës avec certains groupes islamistes armés font également polémique, ainsi que sa politique parfois contraire à celle du gouvernement pakistanais.

## Historique
Lors de l'indépendance du Raj Britannique conduisant à la création du Pakistan, il est fondé par Syed Shahid Hamid (en) qui devient son premier directeur le 14 juillet 1948 et le général britannique Robert Cawthome (en) qui prend ce poste du 20 juin 1950 jusqu'en 1959. Il développe des liens plus étroits avec les États-Unis à l'aube de la guerre froide, en particulier après que l'Union soviétique a testé avec succès une arme nucléaire en août 1949 alors que l'Inde, adversaire stratégique du Pakistan, améliorer ses relations avec l’URSS.
Ce service se fait connaître sur le plan mondial lors de la guerre d'Afghanistan lorsque, avec les services américains (programme afghan), saoudiens et chinois, il a largement aidé et formé les moudjahidines contre l'Armée rouge et le gouvernement afghan d’alors. Après avoir soutenu Gulbuddin Hekmatyar qui échoue à prendre Kaboul en 1994 lors de la guerre civile, l'agence soutient les talibans. La prise du contrôle du pays par ces derniers, en 1996, devait apporter une profondeur stratégique face à l’adversaire principal, l'Inde.
Le général Musharraf, président du Pakistan (2001-2008), a remplacé le chef de l'ISI, le général Ashfaq Kayani, par le général Nadeem Taj (en), ancien secrétaire de Musharraf et proche de la femme de ce dernier, le 21 septembre 2007. Ce changement de direction eut lieu un peu plus de deux mois après l'assaut de la Mosquée rouge à Islamabad, au cours duquel l'ISI fut écarté, en raison de ses liens avec les islamistes, au profit du Military Intelligence. L'arrestation en février 2010 du no 2 des taliban afghan, Abdul Ghani Baradar, lors d'une opération conjointe de l'ISI et des États-Unis, pourrait cependant marquer un tournant dans les relations entre les services et les islamistes.
Le lieutenant général Ahmed Shuja Pasha, précédemment directeur des opérations militaires de l'état-major général, est nommé à la tête de ce service le 29 septembre 2008 et a démantelé la branche politique de l'ISI en novembre 2008 pour axer en priorité son action sur la lutte contre le terrorisme.
L'ISI a été accusée de collaborer avec des mouvements terroristes islamiques notamment en Afghanistan. En septembre 2011, le chef d'état-major des armées des États-Unis Michael Mullen déclare que le réseau Haqqani est un « véritable bras armé » du renseignement pakistanais, et accuse le renseignement militaire d'avoir soutenu les Haqqani lors de l'attaque de l'ambassade des États-Unis et des quartiers généraux de l'OTAN à Kaboul le 13 septembre 2011. 
Le porte-parole de l'armée pakistanaise, le général Athar Abbas, a reconnu pour la première fois que l'ISI était bien en contact avec les Haqqani, mais uniquement dans ses capacités de service de renseignement, s'est-il défendu tandis que les autorités pakistanaises se refusent à attaquer ce réseau.
En 2018, les États-Unis annoncent leur intention d'annuler 300 millions de dollars d’assistance sécuritaire au Pakistan, exaspérés, selon le journal Le Monde, par son soutien supposé à des groupes extrémistes.

## Organisation
L'ISI a un effectif estimé en 2008 à 25 000 fonctionnaires. Comme tout service spécial, il convient d'y ajouter quelque 30 000 collaborateurs extérieurs.
Son siège appelé Point zéro se situe dans le quartier du marché d'Aabpara à Islamabad, il comporte huit départements :
- Le Joint Intelligence Bureau (JIB), responsable du renseignement humain. Ce département est également doté d'un volet action avec trois bureaux, dont l'un est chargé de l'Inde, l'autre du contre-terrorisme et le troisième de la protection des personnalités.
- Le Joint Counter-Intelligence Bureau (CIB), chargé du contre-espionnage, en particulier contre les services indiens.
- Le Joint Signals Intelligence Bureau (JSIB), responsable du recueil du renseignement d'origine électromagnétique.
- Le Joint Intelligence North (JIN), chargé de la maîtrise des conflits au nord du Pakistan (particulièrement au Jammu, Cachemire et dans les régions tribales) et en Afghanistan.
- Le Joint Intelligence Miscellaneous (JIM), a la responsabilité des opérations clandestines.
- Le Joint Intelligence X (JIX), chargé de l'exploitation du renseignement recueilli par les autres bureaux. C'est ce département qui diffuse les renseignements vers les autorités gouvernementales et militaires.
- Le Joint Intelligence Technical (JIT), responsable du soutien logistique des opérations.
- Le Special Wing assure la formation des officiers de renseignements pakistanais dans leur ensemble : c'est l'école d'espionnage.

## Directeurs

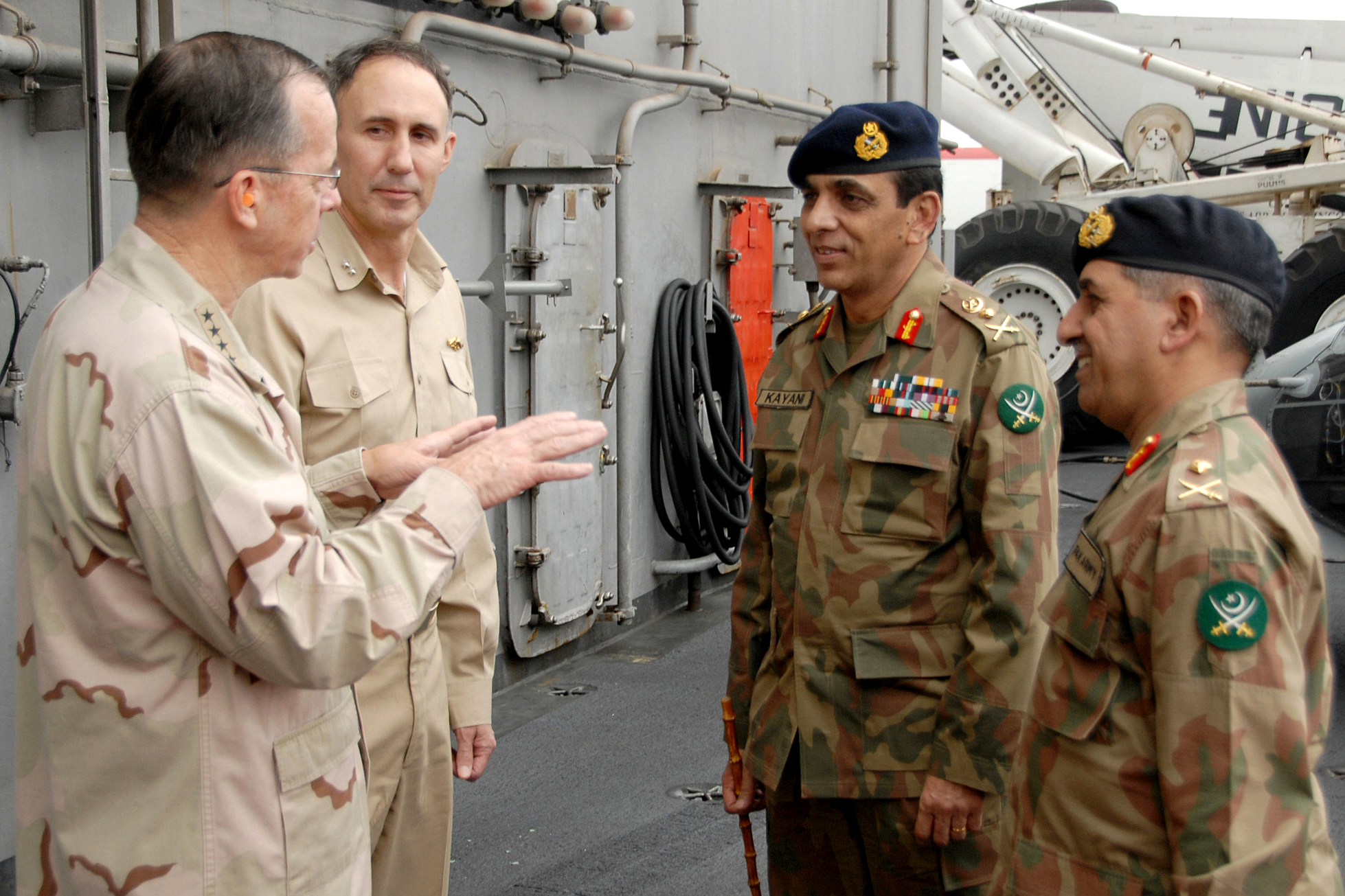
Les directeurs de l'ISI Ashfaq Parvez Kayani et Ahmed Shujaa Pasha.

Il est depuis son origine commandé par un lieutenant-général de l'armée de terre pakistanaise.
- Lieutenant General Shahid Hamid (1948 - 1950)
- Major General Robert Cawthome (1950 - 1959)
- Brigadier General Riaz Hussain (1959 – 1966)
- Major General Mohammad Akbar Khan (1966 – 1971)
- Lieutenant General Ghulam Jilani (1971 - 1978)
- Lieutenant General Muhammad Riaz (1978 – 1980)
- Lieutenant General Akhtar Abdur Rahman (1980 - 1987)
- Lieutenant General Hamid Gul (1987 - 1989)
- Lieutenant General Shamsur Rehman Kallue (1989 - 1990)
- Lieutenant General Asad Durrani (1990 - 1991)
- Lieutenant General Javed Nasir (1991 - 1993)
- Lieutenant General Javed Ashraf Qazi (1993 - 1995)
- Lieutenant General Naseem Rana (1995 - 1998)
- Lieutenant General Khwaja Ziauddin (1998 - 1999)
- Lieutenant General Mahmoud Ahmad (octobre 1999 - octobre 2001)
- Lieutenant General Ehsan ul Haq (Octobre 2001 - 2004)
- Lieutenant General Ashfaq Parvez Kayani (2004 - 2007)
- Lieutenant General Nadeem Taj (en) (2007 - 29 septembre 2008)
- Lieutenant General Ahmed Shujaa Pasha (29 septembre 2008 - 18 mars 2012)
- Lieutenant General Zaheerul Islam (18 mars 2012 - 8 novembre 2014)
- Lieutenant General Rizwan Akhtar (8 novembre 2014 - 11 décembre 2016)
- Lieutenant General Naveed Mukhtar (11 décembre 2016 - 25 octobre 2018)
- Lieutenant General Asim Munir (25 octobre 2018 - 16 juin 2019)
- Lieutenant General Faiz Hameed (16 juin 2019-19 novembre 2021)
- Lieutenant General Nadeem Anjum (depuis le 20 novembre 2021)